# Discovery Trip
Discovery Trip — третий студийный альбом голландского дуэта Laserdance, выпущенный в 1989 году.
Как и предыдущие, альбом написан в жанре spacesynth. Композиторами всех композиций были Михиль ван дер Кёй (Michiel van der Kuy) и Роб ван Эйк (Rob van Eijk). Диск немного отличается от первых двух альбомов Laserdance. На качестве композиций отложилась поспешность, с которой был выпущен диск, отсюда и была небольшая потеря качества звука.

## Список композиций
Слова и музыка всех песен — Михель ван дер Кёй, Роб ван Эйк.
| №                   | Название                           | Длительность |
| ------------------- | ---------------------------------- | ------------ |
| 1.                  | «Cosmo Tron (Remix)»               | 4:48         |
| 2.                  | «Trip to Destroy»                  | 5:04         |
| 3.                  | «Endless Dream»                    | 4:54         |
| 4.                  | «Brain Mission»                    | 6:20         |
| 5.                  | «Discovery Trip»                   | 5:32         |
| 6.                  | «Flying Planet»                    | 6:50         |
| 7.                  | «Electro Based»                    | 6:03         |
| 8.                  | «Time Zone»                        | 5:18         |
| 9.                  | «Cosmo Tron (Space Version)»       | 6:44         |
| 10.                 | «Cosmo Tron (Light Speed Version)» | 5:12         |
| Общая длительность: | Общая длительность:                | 56:45        |

## Инструменты
В своём интервью Роб ван Эйк заявил, что при создании своих альбомов чаще всего использует следующее оборудование:
- Linn LM2, Roland 808 / Akai MPC 60 — Ударные
- Roland Juno-106 / Yamaha FB-01 — Басовые
- Roland Juno-106 — Струнные
- Oberheim OB-Xa / Korg M1 / Korg Polysix / Roland Super Jx10 / Emulator Emax / Ensoniq Esq1 — Мелодии (Лиды, аккорды и др.)
- Yamaha Rev 5000 / Korg monotron DELAY — Эффекты
- DR 16 (16 дорожечный магнитофон)
- D&R — Микшер

## Синглы
Синглом альбома стала композиция «Cosmo Tron». В 1990 году вышел макси-сингл Megamix vol. 3, содержащий некоторые композиции из альбома Discovery Trip и двух композиций «Fall Of The Wall» написанных под влиянием информации о падении Берлинской стены.